# 军政部补充兵训练处
军政部补充兵训练处，簡稱补训处，是中国抗日战争时期国民革命军设在后方各地的新兵训练机关。

## 历史
1937年抗日战争爆发后各地陆续成立补充兵训练处，隶属于军政部，但受所在战区节制。一般编制为；
- 中将处长：
- 少将（上校）副处长
- 主任处员（相当于参谋主任）
- 补充科
- 训练科
- 经理科
- 副官室
- 军医室
- 审核室
- 政治部：1942年春改为特别党部。设特派员、书记长。
- 四至六个团：每团三营，每营四或五连。
- 军官队：训练、储备本处各团军官佐的机构。同时也收容战区临时编余的军官受训。
- 学兵大队。其任务是为补训处培训班长人才。
- 荣誉大队：任务是从军队后方医院接收伤病痊愈官兵进行训练，然后拨往前方部队补充。该大队士兵粮饷、医疗待迂比一般士兵稍优。编制四个连。

1941年12月在重庆綦江以第二补训总处所属部队改编组成国民革命军第六十六军，张轸任军长，成刚任副军长。下辖新编第28师，刘伯龙任师长；新编第29师，马维骥任师长；新编第38师，孙立人任师长。该军组成后由重庆开赴贵州普安、兴义整训。
1944年11月20日陈诚任军政部长后开始整军。1945年2月间，军政部命令：全国补训处一律撤销。
- 第一补训处：1937年成立军政部驻川补充兵训练处，处长为夏斗寅。1938年改为第一补训处。处长王继祥（黄埔三期）。位于璧山县来凤驿。1939年隶属于重庆卫戍总部，由陈继承节制。1940年隶属于第三十九军。1940年11月改称暂编第五十一师，师长贺光谦。
- 第二补训处：驻巫山县
- 第三补训处：位于湖南芷江学宫坪。处长张保华/陈应龙/陈志达
- 第四补训处：处长祝绍周
- 第五补训处：处长邓春华（黄埔一期）
- 第六补训处：位于广东。处长陳明仁。1938年6月由第六補訓處組建國民革命軍預備第2師，陳明仁任該師中將師長。后在康县重新成立补训处，处长王认曲，1940年夏该处改编为陆军新编第一师。
- 第七补训处：位于陕西咸阳。处长王万龄(黄埔一期)
- 第八补训处：位于贵州。处长宋思一/王文彦
- 第九补训处：位于陕西城固。处长钱伦体。副处长何文鼎。
- 第十补训处：位于湖北宜昌后迁老河口。处长李绳武/潘祖信
- 第十一补训处：位于四川西昌。
- 第十二补训处：处长成刚
- 第十三补训处：位于福建南平，1939年1月成立，李良荣任处长
- 第十四补训处：位于四川内江。1942年初改编成陆军新编第三十三师。黄埔军校一期毕业生张世希少将任师长，开赴广西抗战。
- 第十五补训处：位于重庆白沙古镇。1943年4月改编为第九十三军暂编第2师，师长王公遐/曾晴初/石祖德。
- 第十六补训处：处长石祖德
- 第十七补训处：
- 第十八补训处：位于河南渑池。
- 第十九补训处：
- 第二十补训处：位于四川万县。
- 第廿一补训处：处长邓经儒
- 第廿二补训处：位于浙江省江山县。处长冷欣
- 第廿三补训处：1937年成立于广东清远县，中将处长陈文/1938.4.黄植楠。1938年3月北迁韶关（曲江）。1940年，迁往南雄郊区。1944年底撤退和平县，继续撤至离县城百里的贝墩乡。1945年2月裁撤后，千余名裁余官兵拔交曲江第九军官总队收容随后“遣散”，文员（文职书记及党政人员）一律资遣。[1]
- 第廿四补训处：处长李强（1905--1952，江西遂川人，黄埔一期）
- 第廿五补训处：处长胡素（黄埔一期）。位于四川。1942年初改编成陆军新编第三十师。
- 第廿六补训处：位于甘肃兰州
- 第廿七补训处：成立于1938年11月,处长潘佑强中将,副处长张际泰少将,政治部主任谢富稷,下设六个团。第一团团长漆启予上校；第二团团长何剑平；第三团团长平德鹤上校；第四团团长李振森上校；第五团团长向介江；第六团团长王亚平少将。
- 第廿八补训处：
- 第廿九补训处：政治部主任罗永年（黄埔六期炮科）
- 第卅一补训处：位于四川江油中坝镇报恩寺(今市公安局原址）。1940年1月成立。少将处长乔树人。设参谋、训练和总务3组，军需、军医和军法3室及特别党部，下辖4至8个团（一般6个），分驻江油中坝（1、5团），武都（2团）、彰明县（今属江油、3团）、安县踏水坑（4团）和绵阳石马坝（6团）。
- 第卅二补训处：位于四川泸县。处长周建陶
- 第卅三补训处：1940年1月成立。处长王公亮（黄埔一期）。位于广西全县
- 第卅九补训处：位于广西
- 第四十二补训处：浙江衢县，萧树经少将任处长。
- 第四十三补训处：广西田东。
- 第四十五补训处：处长曾鲁